# 舊迪科恩 (伊利諾伊州)
舊迪科恩（英語：Old Du Quoin）是位於美國伊利諾伊州佩里縣的一個非建制地區。該地的面積和人口皆未知。

## 地理
舊迪科恩的座標為37°58′30″N 89°10′59″W / 37.97500°N 89.18306°W，而該地的平均海拔高度為135米（即443英尺）。